# Těně v Brdech
Těně v Brdech je katastrální území vytvořené k 10. únoru 2014 na severu území vojenského újezdu Brdy v souvislosti s jeho připravovaným zrušením, k němuž došlo k 1. lednu 2016. Rozloha nového katastrálního území je 15,873074 km². Jedná se o téměř kompletně zalesněné katastrální území, v němž se nachází jen několik budov a na zdejším Rybničním potoce se přímo u severní hranice katastru, která je zde až do 31. prosince 2015 též hranicí vojenského újezdu, nachází Nový rybník. V katastru pramení například již výše zmíněný Rybniční potok. Nejvyšší bod představuje vrch Koruna (831 m), nacházející se přímo na jižní hranici katastru. K dalším vrcholům patří Hlava (788 m), či Vrchy (717 m). Severní část katastru, včetně Nového rybníka, náleží v současnosti (to jest 23. prosince 2015) do zóny B, do níž je o víkendech a státních svátcích povolen vstup široké veřejnosti.

## Historický přehled
Až do vzniku vojenského újezdu Brdy bylo celé území moderního k. ú. Těně v Brdech součástí katastru obce Těně a tento moderní katastr je identický s tou částí katastru obce, která byla začleněna do vojenského újezdu Brdy při jeho vzniku roku 1950. Roku 1967 byly do vojenského újezdu začleněné části katastrů i nadále samostatných obcí vyčleněny jako samostatná katastrální území, jejichž názvy byly doplněné římskou číslovkou I. Území moderního k. ú. Těně v Brdech tak začalo představovat katastrální území Těně I. K 31. lednu 2003 bylo dosavadní katastrální členění území vojenského újezdu Brdy zrušeno a nahrazeno pěti většími katastrálními územími, přičemž k. ú. Těně I bylo výrazně rozšířeno, aniž by ztratilo nějakou půdu ve prospěch jiných katastrů vojenského újezdu Brdy. V rámci příprav na zrušení vojenského újezdu Brdy pak k 10. únoru 2014 bylo k. ú. Těně I zrušeno a na půdě, historicky náležející k obci Těně bylo vytvořeno nové k. ú. Těně v Brdech. K 1. lednu 2016 se k. ú. Těně v Brdech stalo součástí území obce Těně, které se tak vrátila veškerá půda, o níž přišla se vznikem vojenského újezdu Brdy.